# Coughton (Warwickshire)
Coughton est un village et une paroisse civile du Warwickshire, en Angleterre.